# Grasulfo I del Friul
Grasulfo I fue un duque lombardo del Friul desde aproximadamente 580 hasta 590.

## Historia
Grasulfo era hermano de Alboin, el primer rey lombardo de Italia, y puede que el primer duque del Friul. El hijo de Grasulfo, Gisulfo I, es el otro candidato como primer duque del Friul. Pablo el Diácono en su Historia Langobardorum señala a Gisulfo, pero algunos estudiosos han favorecido a Grasulfo basándose en una carta diplomática no datada escrita por Gogón, mayordomo de palacio del rey de los francos de Austrasia Childeberto II de 571 a 581, donde se refieren a él como duque. Tradicionalmente se le ha asignado alrededor del año de su muerte (581), pero una solución alternativa presentada por Walter Goffart la sitúa tan pronto como 571–572 en la época de la embajada de Sigeberto a Constantinopla. En lla, Gogón insta a Grasulfo a aliarse con los francos para expulsar a los "infestantes" (presumiblemente los lombardos u otros grupos bárbaros) de Italia en alianza con el Imperio bizantino y el Papado. Los embajadores esperaban en Austrasia la respuesta de Grasulfo en el caso de que quisiera retrasar su respuesta al emperador.
Si bien se desconoce }}la ubicación exacta de la sede del poder de Grasulfo, sí se sabe que gobernó, pues la carta de Gogón evidencia que la "corte del Friul" fue capaz de manejar correspondencia imperial sofisticada menos de una década después de la llegada de los lombardos a suelo italiano.
Se ha propuesto la hipótesis de que Gisulfo I fuera un personaje legendario y que Grasulfo I fuera el verdadero fundador del ducado del Friul.